# Hahnenmoospass
Der Hahnenmoospass ist ein Gebirgspass in den westlichen Berner Alpen im Schweizer Kanton Bern zwischen Laveygrat und Rägeboldshore. Er verbindet Adelboden und die Lenk im Simmental und stellt mit einer Passhöhe von 1956 m ü. M. die Drehscheibe des Skigebiets Adelboden-Lenk dar.
Von Geilsbüel führt eine asphaltierte Strasse auf den Pass. Die Strasse ist jedoch nur mit Ausnahmebewilligung befahrbar. Von der Lenk führt ebenfalls eine Strasse auf den Pass, die auf den letzten Kilometern allerdings in eine Naturpiste übergeht, auf der ein allgemeines Fahrverbot besteht. So wird der Pass in aller Regel zu Fuss oder per Bergbahn erreicht: Von der Adelbodener Seite her ist der Hahnenmoospass von Geilsbüel mit einer Gondelbahn erreichbar. Von der Lenker Seite führt von der Metsch eine Gondelbahn in die Nähe, welche im Winter durchgehend, im Sommer jedoch nur teilweise betrieben wird.
Vom Hahnenmoospass hat man Aussicht auf das Wildstrubelmassiv, welches sich im Umkreis von wenigen Kilometern südwärts befindet. Auf der anderen Talseite des Hahnenmoospasses liegt das Skigebiet Lenk-Betelberg. Im Sommer finden häufig Segelmodellflugwochen statt.